# Expeditions: A MudRunner Game
Expeditions: A MudRunner Game est un jeu vidéo de simulation de véhicules développé par Saber Interactive et publié par Focus Entertainment. Jeu dérivé de la série MudRunner, il est sorti le 5 mars 2024 sur Microsoft Windows, Nintendo Switch, PlayStation 4, PlayStation 5, Xbox One et Xbox Series.

## Système de jeu
Semblable aux jeux précédents de la série, le joueur doit conduire une variété de véhicules tout-terrain sur des routes dangereuses en pleine nature. Cependant, contrairement à ses prédécesseurs, le jeu se concentre sur l’exploration plutôt que sur le transport de marchandises. Les joueurs mènent des expéditions scientifiques dans trois environnements distincts situés dans Little Colorado, l'Arizona et les Carpates en Europe centrale. Chaque carte du jeu est un grand environnement ouvert rempli d'objectifs facultatifs, bien que le mode freeroam ne soit pas déverrouillé tant que les joueurs n'ont pas terminé la mission d'expédition de chaque carte. Expeditions introduit un certain nombre de nouveaux outils, notamment des vérins qui renversent les voitures des joueurs, des détecteurs de métaux et des drones-caméra qui permettent aux joueurs d'explorer l'environnement et de trouver des caches précieuses, et un détecteur sonar qui aide à détecter la profondeur de l'eau. Les joueurs peuvent également attacher un treuil à un arbre ou à toute surface rocheuse, permettant au véhicule d'escalader des falaises abruptes. Au fur et à mesure que les joueurs progressent dans le jeu, ils doivent étendre la structure de recherche et les sites d'échanges de leur camp de base, débloquer de nouveaux outils et recruter de nouveaux personnages non jouables pour les aider dans leurs missions.

## Développement
Saber Interactive, le développeur de MudRunner et SnowRunner, est revenu pour développer Expeditions. Le directeur créatif Oliver Hollis-Leick a ajouté que par rapport à SnowRunner, Expeditions avait un "esprit plus aventureux", car les joueurs sont chargés d'utiliser la technologie pour identifier et atteindre leurs objectifs. Expeditions: A MudRunner Game a été annoncé par l'éditeur Focus Entertainment en août 2023. Le jeu est sorti sur Microsoft Windows, Nintendo Switch, PlayStation 4, PlayStation 5, Xbox One et Xbox Series le 5 mars 2024. Le mode multijoueur coopératif devrait être ajouté au jeu via une mise à jour gratuite après le lancement.